# Aulhat-Saint-Privat
Aulhat-Saint-Privat is een plaats en voormalige gemeente in het Franse departement Puy-de-Dôme in de regio Auvergne-Rhône-Alpes en telt 348 inwoners (2008). De plaats maakt deel uit van het arrondissement Issoire.

## Geschiedenis
Op 1 januari 2016 fuseerde Aulhat-Saint-Privat met de aangrenzende gemeente Flat tot de commune nouvelle Aulhat-Flat.

## Geografie
De oppervlakte van Aulhat-Saint-Privat bedraagt 8,5 km², de bevolkingsdichtheid is 34,8 inwoners per km².
De onderstaande kaart toont de ligging van Aulhat-Saint-Privat met de belangrijkste infrastructuur en aangrenzende gemeenten.

## Demografie
Onderstaande figuur toont het verloop van het inwonertal.